# Thousand Oaks
Thousand Oaks è un centro abitato (City) degli Stati Uniti d'America, situato nella contea di Ventura dello Stato della California. Nel censimento del 2000 la popolazione era di 128 650 abitanti. Secondo il censimento effettuato nell'aprile 2010 la popolazione raggiunse 130 209 abitanti. La città di Thousand Oaks si trova nella parte nord-ovest dell'area metropolitana di Los Angeles.
Nel 2006 la rivista Money nominò Thousand Oaks come uno dei migliori posti in cui vivere.

## Storia
Il primo esploratore della storia moderna fu Juan Rodríguez Cabrillo e nel 1542 passò sotto il controllo spagnolo come parte del Rancho El Conejo.

## Geografia fisica

### Territorio
Secondo i rilevamenti dell'United States Census Bureau, Thousand Oaks si estende su una superficie di 142,5 km².

### Clima
Il clima in quest'area è di tipo mediterraneo o subtropicale, le estati sono calde e secche, mentre gli inverni sono miti e piovosi.

## Società

### Evoluzione demografica
Secondo il censimento del 2000 la popolazione era di 117.005 persone e di 31.117 e la densità era di 832,5/km².
La popolazione era composta per 85,09% da bianchi, 1,06% da neri, 0,54% da nativi americani, 5,87% da asiatici, 7,10% da ispanici, 0,11 da oceaniani, 4,51% provenivano da altri paesi e 2,82% erano di razza mista.
Da tale censimento inoltre risultava che le entrate per ogni famiglia erano pari a $102.207, per i maschi $82.815, e per le femmine $50.604, mentre il reddito pro capite per la città era pari a $54.304.
Il 3,0% della popolazione viveva al di sotto della soglia di povertà.

## Crimine
Thousand Oaks è una delle città più sicure degli Stati Uniti d'America. In questa categoria si trova al primo o al secondo posto. Condivide questa posizione con altre due città: Simi Valley in California e Amherst nello Stato di New York. Nonostante questa posizione "di lusso", il 7 novembre 2018 si verificò una sparatoria nella quale persero la vita 13 persone, incluso il carnefice.

## Cinematografia
Nel 1998 la città è stata sede di alcune riprese del film Star Trek IX: l’Insurrezione.

## Economia
L'economia di Thousand Oaks si basa sul settore finanziario, dove hanno la sede e gli uffici importanti aziende quali Amgen, Teledyne Technologies, Sage Publication, Skywork Solution, Bank of America, BMW, volkswagen, Verizon, General Dynamics, Audi, General Motors e Anthem Blue Cross.
Ulteriori fonti di reddito a livello locale sono costituite da enti quali l'Ospedale Los Robles, e la California Lutheran University.

## Educazione
A Thousand Oaks sono presenti sia scuole elementari e medie, Colina Middle School, Redwood Middle School, Los Cerritos Middle School, sia scuole superiori, fra le quali annoveriamo la Thousand Oaks High School, la Newbury Park High School e la Westlake High School.
È anche presente una università, la precedentemente citata California Lutheran University.